# Тешки топ 210 mm Мрс 18 (21 cm Mrs 18)
Тешки топ 210 mm Мрс 18 је немачки тешки топ из Другог светског рата.

## Опис и намена
210 mm Мрс 18 (21  Mrs 18) је конструисао и произвео Круп (Krup) 1939. године како би у наоружању заменио дугачки минобацач калибра 210 mm. Мрс 18 је представљао велики напредак у односу на дотадашњу немачку артиљерију. Због своје тежине транспортован је из два дела, цев је транспортована одвојено на посебној приколици док је постоље транспортовано самостално додавањем још једног сета точкова. На овом топу је примењен принцип двоструког трзаја. Цев је била на уобичајен начин смештена у посебној колевци на горњем делу постоља која је на себе преузимала ублажавање трзаја али је и горњи део постоља такође био покретан у односу на доње део постоља како би и он могао на себе да преузме део трзаја приликом испаљења пројектила. Кретање доњег постоља уназад било је контролисано помоћу хидро-пнеуматских цилиндара. Као резултат примене новог система ублажавања трзаја топ је био изузетно стабилан и прецизан у току ватреног дејства. Поред конвенционалне високоексплозивне гранате у борбеном комплету налазиле су се још и гранате на ракетни погон као и специјалне гранате за уништавање бетонских бункера.
Тешки топ 210 mm Мрс 18 је био у употреби од 1939 до 1945. У том пероиду направљено је преко 711 комада.

### Карактеристике[3]
- Година производње: 1939[4]
- Калибар: 210.9 mm
- Дужина цеви: 6.51 m
- Транспортна тежина: 22,700 kg
- Тежина у акцији: 16,700 kg
- Елевација: од 0° до +50°
- Траверса: На платформи-360°, На колима-16°
- Почетна брзина пројектила: 565 m/sec
- Максимални домет пројектила: 16,700 m
- Тежина пројектила: 121 kg (ТНТ)
- Број хитаца на сат: од 30 до 50